# Česká Ves
Česká Ves (in polacco Czeska Wieś, in tedesco Böhmischdorf) è un comune della Repubblica Ceca facente parte del distretto di Jeseník, nella regione di Olomouc.